# برامشه
برامشه (بالألمانية: Bramsche) هي بلدة ألمانية تقع في ألمانيا في سكسونيا السفلى.  يقدر عدد سكانها بـ 30,916 نسمة .

## المدن التوأمة
مدن رعنانا، Todmorden، هارفلور و Biskupiec هي مدن توأمة لـبرامشه.

## أعلام
- بيتر يوربان
- ماري لويس بيك